# 国鉄105形蒸気機関車
国鉄105形蒸気機関車（こくてつ105がたじょうききかんしゃ）は、かつて日本国有鉄道の前身である鉄道省に在籍したタンク式蒸気機関車である。

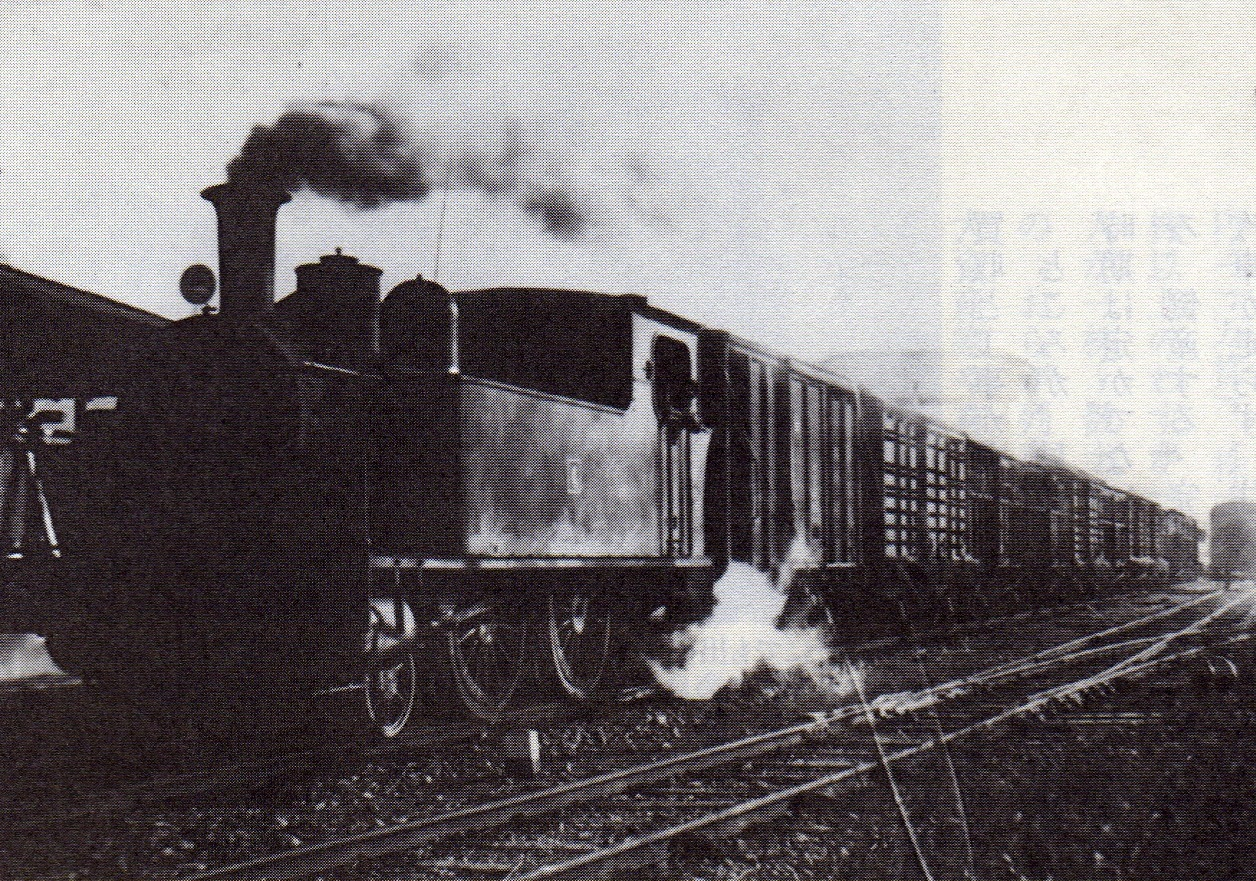
出石鉄道で列車を牽く6

流山鉄道105の形式図

## 概要
本形式は、秋田鉄道（現在の花輪線の一部）の4．1形（4．1）で、1934年（昭和9年）6月1日付けで同鉄道が国有化されたことにより、国有鉄道籍を得たものである。国有化に際して、105形（105）と改番された。
この機関車は1913年（大正2年）、イギリスのカー・ステュアートが中央鉄道向けに2両（製造番号1197, 1198）を製造した、車軸配置2-4-0(1B)のタンク機関車の1両（製造番号1198）である。同社流のずんぐりとしたデザインの機関車である。
しかし、中央鉄道は路線の建設ができず、製造番号1197のみを引き取り、製造番号1198はキャンセルした。中央鉄道では当面使用の予定がないため、上武鉄道（現在の秩父鉄道に）D形（6）として貸し渡したが、1916年（大正5年）10月に返却された。中央鉄道は、これを信濃鉄道に売却し6としたが、信濃鉄道はこれを使用することなく0-6-0形タンク機関車と交換で播州鉄道（後の播丹鉄道）に譲渡した。播丹鉄道では1936年（昭和11年）まで在籍し、側水槽を増強する改造も受けていたが、晩年はあまり使用されず、同年出石鉄道に譲渡され、1944年（昭和19年）の同線休止時に廃車解体された。番号は、一貫して6であった。
一方の製造番号1198は、1914年（大正3年）に秋田鉄道が開業用として購入し、4．1として使用した。1934年に鉄道省籍となり105と改められたが、ほどなく休車となり、1938年（昭和18年）に流山鉄道（現在の流鉄）に譲渡された。流山鉄道では、シリンダ横にステップを新設し、蒸気ドーム覆いと砂箱を大型化した。砂箱は、鉄道省2500形からの発生品であった。その後、1951年（昭和26年）に日本車輌製造蕨工場の入換用に転じ、1960年（昭和35年）に解体された。

## 主要諸元
- 全長 : 7,799mm
- 全高 : 3,428mm
- 全幅 : 2,394mm
- 軌間 : 1,067mm
- 車軸配置 : 2-4-0(1B)
- 動輪直径 : 1,370mm
- 弁装置 : スチーブンソン式基本型
- シリンダー（直径×行程） : 330mm×508mm
- ボイラー圧力 : 11.0kg/cm2
- 火格子面積 : 0.70m2
- 全伝熱面積 : 41.0m2
  - 煙管蒸発伝熱面積 : 36.9m2
  - 火室蒸発伝熱面積 : 4.1m2
- 小煙管（直径×長サ×数） : 45mm×2,743mm×107本
- 機関車運転整備重量 : 26.42t
- 機関車空車重量 : 20.32t
- 機関車動輪上重量（運転整備時） : 19.81t
- 機関車動輪軸重（第1動輪上） : 10.06t
- 水タンク容量 : 3.4m3
- 燃料積載量 : 1.02t
- 機関車性能
  - シリンダ引張力（0.85P） : 3,040kg
- ブレーキ方式 : 手ブレーキ、蒸気ブレーキ